# Miraflores (Bocas del Toro)
Miraflores es un corregimiento del distrito de Almirante, en la provincia de Bocas del Toro, República de Panamá. Fue fundado el 19 de octubre de 2020, segregado del corregimiento de Barriada Guaymí. Está conformado por los poblados de Miraflores, Ojo de Agua (Campamento 1, Campamento 2 y Ojo de Agua Centro), Alto Refugio y Tibite. 